# Жиздринський район
Жиздринський район — муніципальне утворення в Калузькій області Росії. Адміністративний центр — місто Жиздра.

## Географія
Район розташований на південному заході Калузької області, межує з Брянською областю. Площа 1250 км  2  (12-е місце серед районів).
Основні річки — Жиздра, Пісочна, Овсорок, Ловатянка.

## Історія
Район було утворено 1 жовтня 1929 року у складі Брянського округу Західної області. До нього увійшла територія скасованої Жиздринської волості Жиздринського повіту Брянської губернії.
27 вересня 1937 року Західна область була скасована, Жиздринський район увійшов до складу новоствореної Орловської області.
5 липня 1944 року Жиздринський район переданий до складу новоствореної Калузької області.

## Відомі уродженці
- Селіфонов Іван Іванович (1922—2019) — генерал-майор, Герой Радянського Союзу.